# Wioślarstwo na Letnich Igrzyskach Olimpijskich 1936
Wioślarstwo na Letnich Igrzyskach Olimpijskich 1936 w Berlinie rozgrywane było w dniach 11–14 sierpnia na jeziorze Langer See. W zawodach wioślarskich wzięło udział 311 zawodników z 24 krajów. Startowali tylko mężczyźni. Rozegrano 7 konkurencji. Polska wywalczyła jeden medal – brązowy w konkurencji dwójek podwójnych.

## Konkurencje
| Konkurencja           | Mężczyźni |
| --------------------- | --------- |
| jedynka               | M1x       |
| dwójka podwójna       | M2x       |
| dwójka bez sternika   | M2-       |
| czwórka bez sternika  | M4-       |
| dwójka ze sternikiem  | M2+       |
| czwórka ze sternikiem | M4+       |
| ósemka ze sternikiem  | M8+       |

## Medaliści
| Konkurencja           | Złoto | Srebro | Brąz |
| Jedynka               | III Rzesza · Gustav Schäfer | Austria · Josef Hasenöhrl | Stany Zjednoczone · Dan Barrow |
| Dwójka podwójna       | Wielka Brytania · Jack Beresford · Dick Southwood                                                                                                  | III Rzesza · Willi Kaidel · Joachim Pirsch | Polska · Roger Verey · Jerzy Ustupski |
| Dwójka bez sternika   | III Rzesza · Willi Eichhorn · Hugo Strauß | Dania · Richard Olsen · Harry Larsen | Argentyna · Horacio Podestà · Julio Curatella |
| Dwójka ze sternikiem  | III Rzesza · Gerhard Gustmann · Herbert Adamski · Dieter Arend                                                                                     | Włochy · Almiro Bergamo · Guido Santin · Luciano Negrini | Francja · Georges Tapie · Marceau Fourcade · Noël Vandernotte |
| Czwórka bez sternika  | III Rzesza · Rudolf Eckstein · Toni Rom · Martin Karl · Wilhelm Menne                                                                              | Wielka Brytania · Martin Bristow · Alan Barrett · Peter Jackson · Jan Sturrock                                                                                          | Szwajcaria · Hermann Betschart · Hans Homberger · Alex Homberger · Karl Schmid                                                                                     |
| Czwórka ze sternikiem | III Rzesza · Hans Maier · Walter Volle · Ernst Gaber · Paul Söllner · Fritz Bauer                                                                  | Szwajcaria · Hermann Betschart · Hans Homberger · Alex Homberger · Karl Schmid · Rolf Spring                                                                            | Francja · Fernand Vandernotte · Marcel Vandernotte · Jean Cosmat · Marcel Chauvigné · Noël Vandernotte                                                             |
| Ósemka                | Stany Zjednoczone · Herbert Morris · Charles Day · Gordon Adam · John White · James McMillin · George Hunt · Joe Rantz · Donald Hume · Robert Moch | Włochy · Guglielmo Del Bimbo · Dino Barsotti · Oreste Grossi · Enzo Bartolini · Mario Checcacci · Dante Secchi · Ottorino Quaglierini · Enrico Garzelli · Cesare Milani | III Rzesza · Alfred Rieck · Helmut Radach · Hans Kuschke · Heinz Kaufmann · Gerd Völs · Werner Loeckle · Hans-Joachim Hannemann · Herbert Schmidt · Wilhelm Mahlow |

## Kraje uczestniczące
W zawodach wzięło udział 311 wioślarzy z 24 krajów:
| - Argentyna (3) - Australia (12) - Austria (9) - Belgia (7) - Brazylia (22) - Czechosłowacja (17) - Dania (16) - Estonia (1) - Francja (19) - III Rzesza (26) - Holandia (11) - Japonia (16) | - Jugosławia (14) - Kanada (10) - Norwegia (1) - Polska (11) - Stany Zjednoczone (26) - Szwajcaria (16) - Szwecja (5) - Urugwaj (8) - Węgry (23) - Wielka Brytania (17) - Włochy (20) - Południowa Afryka (1) |

## Klasyfikacja medalowa
| Lp. | Państwo           |   |   |   | Razem |
| --- | ----------------- | - | - | - | ----- |
| 1.  | III Rzesza        | 5 | 1 | 1 | 7     |
| 2.  | Wielka Brytania   | 1 | 1 | – | 2     |
| 3.  | Stany Zjednoczone | 1 | – | 1 | 2     |
| 4.  | Włochy            | – | 2 | – | 2     |
| 5.  | Szwajcaria        | – | 1 | 1 | 2     |
| 6.  | Austria           | – | 1 | – | 1     |
| 6.  | Dania             | – | 1 | – | 1     |
| 8.  | Francja           | – | – | 2 | 2     |
| 9.  | Argentyna         | – | – | 1 | 1     |
| 10. | Polska            | – | – | 1 | 1     |